# Cantó de Saut
Saut (en francès canton de Sault) fou un cantó francès al districte de Carpentràs del departament de la Vauclusa, situat. Incloïa cinc municipis: Aurèu, Monius, Sant Cristòu, Sant Ternit i Saut, que n'era la capital. El cantó fou abolit el 2015.
| Data d'elecció                           | Identitat      | Partit                     | Qualitat |
| ---------------------------------------- | -------------- | -------------------------- | -------- |
| 1970-1982                                | Henri Seignon  | Divers droite, després UDF |          |
| 1982-1994                                | Fernand Meffre | PS                         |          |
| 1994-2001                                | Paul Jean      | Divers droite              |          |
| 2001-2015                                | André Faraud   | PS                         |          |
| les dades anteriors no són pas conegudes |                |                            |          |
|                                          |                |                            |          |